# Notogénero
En botánica, notogénero es la denominación que recibe un género que tiene su origen en el cruzamiento entre plantas pertenecientes a géneros distintos. Desde el punto de vista de la nomenclatura, los notogéneros se denominan con un nombre binomial, al igual que las especies, pero llevan el signo "×" antes del nombre del género para denotar su origen híbrido. Además, estos híbridos de origen hortícola reciben nombres que incluyen partes de los dos géneros que le dieron origen (en general, la primera parte de uno y la segunda del otro, siendo el primero el del género que actuó como progenitor femenino en el cruzamiento). Algunos de los notogéneros reconocidos son × Amarcrinum Coutts , un híbrido intergenérico entre Amaryllis y Crinum; × Hippeastrelia producto del cruzamiento entre Hippeastrum y Sprekelia.